# Maik Landsmann
Maik Landsmann (n. 25 octombrie 1967, Erfurt, RDG) este un ciclist german, medaliat olimpic. A participat la o ediție a Jocurilor Olimpice (1988) în care a câștigat o medalie de aur.

## Participări
Lista de mai jos prezintă principalele competiții la care a participat Maik Landsmann de-a lungul carierei.
- cycling at the 1988 Summer Olympics – men's team time trial[*]